# Sphenomorphus knollmanae
Sphenomorphus knollmanae е вид влечуго от семейство Сцинкови (Scincidae). Видът е уязвим и сериозно застрашен от изчезване.

## Разпространение
Разпространен е във Филипини.

## Описание
Популацията на вида е стабилна.